# Rycerz zakonu templariuszy
Rycerz zakonu templariuszy (szw. Tempelriddaren) – powieść historyczna Jan Guillou wydana po raz pierwszy w 1999 roku w języku szwedzkim.
Książka jest drugim tomem cyklu "Krzyżowcy" autorstwa Jan Guillou. Powieść ukazuje losy rycerza Arna w Ziemi Świętej i jego narzeczonej - Cecylii, uwięzionej w zakonie żeńskim w Szwecji. W 2007 roku powieść została zekranizowana jako "Arn – Tempelriddaren". W Polsce film był wyświetlany jako Templariusze: Miłość i krew.